# Спирко, Александр Дмитриевич
Александр Дмитриевич Спирко (укр. Олександр Дмитрович Спірко; 20 января 1989, Донецк, Украина) — украинский профессиональный боксёр.
Боксом занимается с 9 лет.

## Любительская карьера
На любительском ринге провёл 206 боев, одержал 201 победу.
- Чемпион IV Летних Всеукраинских игр молодёжи, 9-й чемпион Украины, победитель международных турниров в России, Эстонии, Азербайджане, Сербии, Молдавии.
- Призёр чемпионата Европы 2004 (кадеты, Саратов)
- Призёр чемпионата мира 2005 (кадеты, Ливерпуль, Англия)
- Призёр чемпионата Европы 2006 (юниоры, Сомбор, Сербия)
- Участник олимпийских лицензионных турниров 2008 года в городах Пловдив (Болгария) Пескара (Италия), Афины (Греция).

## Профессиональная карьера
В 2009 году перешёл в профессионалы, заключил промоутерское соглашение с компанией братьев Кличко «К2».
Тренируется под руководством заслуженного работника физической культуры и спорта Украины, заслуженного тренера Украины Александра Лихтера.
На профессиональном ринге провел 20 боев в 20 одержал побед, в 12 из которых нокаутом.
- Чемпиона мира по версии WBC среди молодёжи — 2010 г.
- Чемпиона мира по версии IBO среди молодёжи — 2011 г.
- Чемпиона мира по версии IBF среди молодёжи — 2012 г.
- Чемпион Европы по версии WBO — 2012 г.[1][2][3]
- Интернациональный чемпион по версии WBO — 2014 г.[4]

## Результаты боёв
В таблице перечислены результаты всех поединков боксёров.
В каждой строке указан результат поединка. Дополнительно номер поединка обозначен цветом, который обозначает итог поединка. Расшифровка обозначений и цветов представлена в нижеследующей таблице.
| Пример | Расшифровка                     |
| ------ | ------------------------------- |
|        | Победа                          |
|        | Ничья                           |
|        | Поражение                       |
|        | Планируемый поединок            |
|        | Поединок признан несостоявшимся |
| КО     | Нокаут                          |
| ТКО    | Технический нокаут              |
| PTS    | Решение судей (по очкам)        |
| UD     | Единогласное решение судей      |
| MD     | Решение большинства судей       |
| SD     | Раздельное решение судей        |
| RTD    | Отказ от продолжения боя        |
| DQ     | Дисквалификация                 |
| NC     | Поединок признан несостоявшимся |

| Бой | Рекорд   | Дата            | Соперник                   | Место боя                                   | Раундов   | Дополнительно                                                       |
| --- | -------- | --------------- | -------------------------- | ------------------------------------------- | --------- | ------------------------------------------------------------------- |
| 20  | 20(12)-0 | 12 декабря 2015 | Зоран Диданович (17-27-0)  | Дворец спорта, Киев, Украина                | KO2 (8)   |                                                                     |
| 19  | 19(11)-0 | 29 августа 2015 | Эдуардс Герасимовс (6-4-1) | Дворец спорта, Киев, Украина                | KO1 (8)   |                                                                     |
| 18  | 18(10)-0 | 13 декабря 2014 | Джонни Ибрамов (10-5-2)    | Дворец спорта, Киев, Украина                | RTD1 (8)  | Джонни повредил мышцу правой руки, в связи с чем был остановлен бой |
| 17  | 17(9)-0  | 31 мая 2014     | Дьюла Вайда (16-5-0)       | Дворец спорта, Одесса, Украина              | TKO1 (12) | Вакантный титул интернационального чемпиона WBO                     |
| 16  | 16(8)-0  | 16 марта 2013   | Ласло Фазекаш (13-6-1)     | Дворец спорта, Киев, Украина                | UD (8)    |                                                                     |
| 15  | 15(8)-0  | 21 июля 2012    | Михал Пехашек (10-0)       | Дворец спорта, Одесса, Украина              | RTD5 (12) | Вакантный титул чемпиона Европы WBO                                 |
| 14  | 14(7)-0  | 17 марта 2012   | Бека Сутидзе (5-3-1)       | Спортклуб Sport Life, Киев, Украина         | UD (10)   | Вакантный молодёжный титул чемпиона мира IBF                        |
| 13  | 13(7)-0  | 30 июля 2011    | Селемани Саид (12-3-3)     | Дворец спорта, Одесса, Украина              | UD (10)   | Вакантный молодёжный титул чемпиона мира IBO                        |
| 12  | 12(7)-0  | 28 мая 2011     | Виталий Чаркин (0-10)      | Концерт-холл "Кобзов", Киев, Украина        | TKO1 (6)  |                                                                     |
| 11  | 11(6)-0  | 13 ноября 2010  | Абдулазиз Матазимов (12-5) | Дворец спорта Локомотив, Харьков, Украина   | UD (10)   | Вакантный молодёжный титул чемпиона мира WBC                        |
| 10  | 10(6)-0  | 4 сентября 2010 | Мамасоли Кимсанбаев (11-4) | Метеор, Днепропетровск, Украина             | RTD6 (8)  |                                                                     |
| 9   | 9(5)-0   | 26 июня 2010    | Леонтий Ворончук (21-47-1) | Дворец спорта, Одесса, Украина              | TKO3 (8)  |                                                                     |
| 8   | 8(4)-0   | 24 апреля 2010  | Николай Коренев (2-1)      | Дворец спорта, Киев, Украина                | UD (6)    |                                                                     |
| 7   | 7(4)-0   | 19 декабря 2009 | Александр Носиков (0-6)    | Дворец спорта Юность, Запорожье, Украина    | TKO2 (6)  |                                                                     |
| 6   | 6(3)-0   | 20 ноября 2009  | Денис Тупиленко (2-9)      | Спорткомплекс Будівельник, Черкасы, Украина | TKO6 (6)  |                                                                     |
| 5   | 5(2)-0   | 30 мая 2009     | Роман Харьков (3-2)        | Дворец спорта, Киев, Украина                | UD6 (6)   |                                                                     |
| 4   | 4(2)-0   | 28 марта 2009   | Олег Толочко (1-1)         | Спорткомплекс Будівельник, Черкасы, Украина | UD4 (4)   |                                                                     |
| 3   | 3(2)-0   | 26 февраля 2009 | Владимир Щербань (дебют)   | Дворец спорта, Киев, Украина                | UD4 (4)   |                                                                     |
| 2   | 2(2)-0   | 20 декабря 2008 | Роман Григорян (0-2)       | Дворец спорта Юность, Запорожье, Украина    | KO1 (4)   |                                                                     |
| 1   | 1(1)-0   | 25 октября 2008 | Эхсан Худжихосейне (дебют) | Спорткомплекс Будівельник, Черкасы, Украина | TKO1 (4)  |                                                                     |
| Бой | Рекорд   | Дата            | Соперник                   | Место боя                                   | Раундов   | Дополнительно                                                       |

## Образование
Имеет высшее образование:
- Специалист физической культуры и спорта «Олимпийский и профессиональный спорт» — 2008 г.

В настоящее время является аспирантом Межрегиональной академии управления персоналом, факультета «Политология».
Является президентом промоутерской компании "AS Promotion". Архивировано 8 января 2013 года..
Не женат